# Liotryphon arcticus
Liotryphon arcticus är en stekelart som först beskrevs av Per Abraham Roman 1926.  Liotryphon arcticus ingår i släktet Liotryphon och familjen brokparasitsteklar. Arten är reproducerande i Sverige. Inga underarter finns listade i Catalogue of Life.